# Tapete Bakhtiari
O tapete Bakhtiari é um tipo de tapete persa. A tribo Bakhtiari habita as regiões montanhosas da Cordilheira de Zagros no oeste do Irã (Pérsia). No Irã vivem atualmente 1.600.000 pessoas pertencentes as tribos Bakhtiari. Há mais de 50 desenhos e qualidades diferentes destes tapetes rústicos e nômades produzidos nesta região.
Os desenhos com representações de jardins são os mais procurados, seguidos dos modelos que têm um medalhão central e desenhos representando árvores da vida. 
Normalmente, todos os tapetes são vendidos como Bakhtiaris, mas em alguns casos individuais de identificação, levam o nome das populações onde foram produzidos, como Feridan, Farah Dumbah, Boldaji, Saman, Bain, Luri, Owlad e assim sucessivamente. Ocasionalmente, os exemplares de trabalho mais delicado denominam-se "Bibibaffs".

## Descrição
Fundo quase sempre dividido em quadrados ou losangos e delimitado por uma borda uniforme que faz ressaltar a ornamentação. As ornamentações são de motivos animais e vegetais alternados. Também podem ser encontrados motivos de flores e arbustos que adornam as "árvores da vida".
Considera-se geralmente que os exemplares mais delicados de desenhos Bakhtiari procedem do povo de Chabal Shotur e da maior cidade da região, Shahrekord, cujos produtos são reconhecidos pelo uso do nó persa, pelos tapetes de medalhão que lembram os dos tapetes de Isfahan que datam do período anterior à dinastia Pahlavi. Existem tapetes desta procedência com um medalhão central, de execução mais esquemática.